# هيروشي ساساكي
هيروشي ساساكي (باليابانية: 佐々木宏) (و. 1931 – م) هو مهندس معماري، من اليابان، ولد في هوكايدو.